# 天堂 (洛阳)

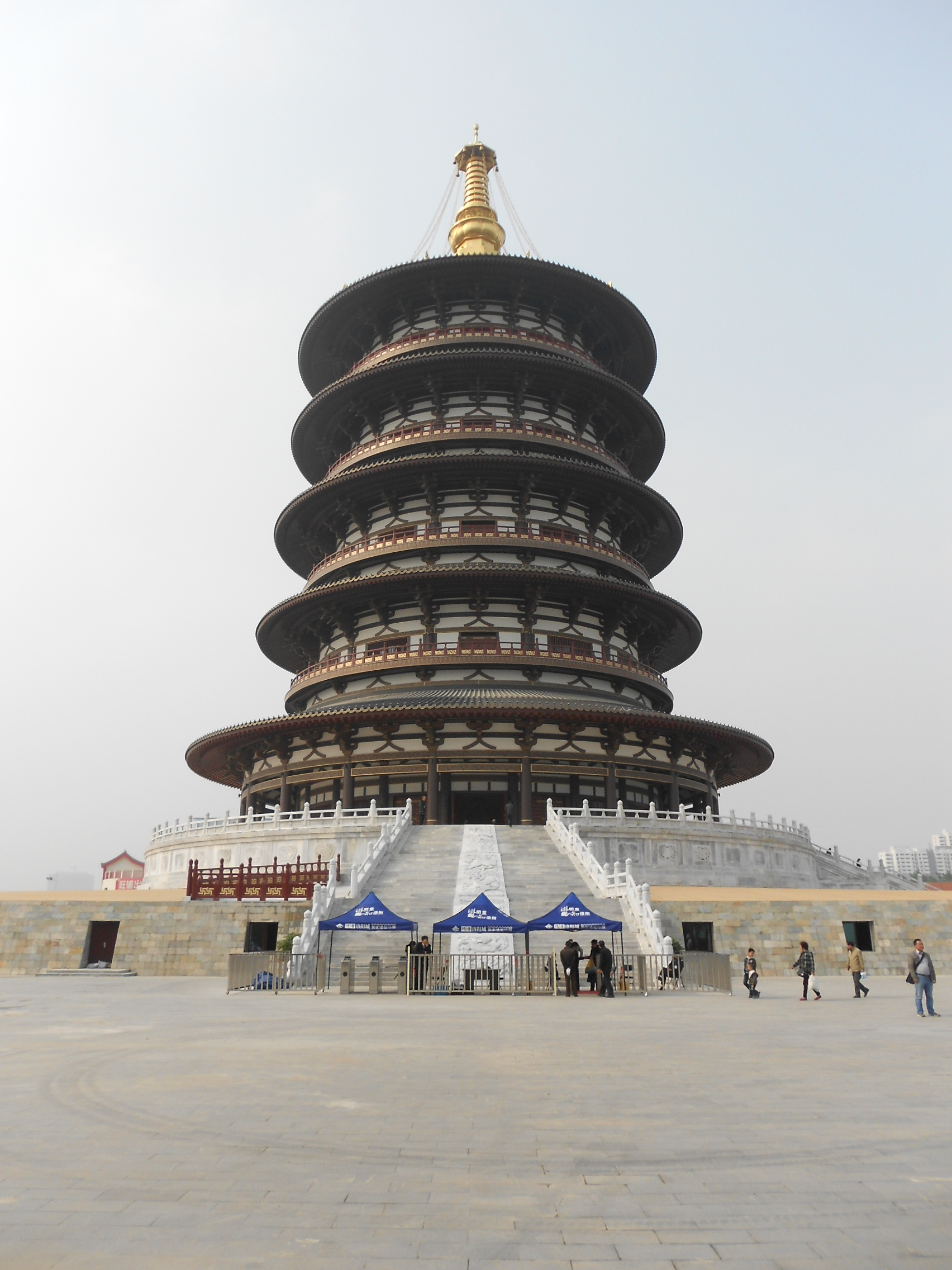
洛阳天堂遗址展示工程的保护罩，其外观对原洛阳天堂进行了缩比复原，内部为原天堂遗址。

天堂是隋唐洛阳城紫微宫内的最高建筑物，建于武则天时期，据《朝野佥载》记载，天堂“高一千尺”。建成7年后即被烧毁。

## 資料來源
1. ↑  [《资治通鉴》：“命更造明堂、天堂，仍以怀义充使。又铸铜为九州鼎及十二神，皆高一丈，各置其方。]
2. ↑  : 杨作龙; 韩石. . 大陸: 北京图书馆出版社. 2005-11. ISBN 9787501329946.
3. ↑  洛陽師範學院河洛文化國際研究中心; 楊作龍、毛陽光 主編. . 大陸: 北京圖書館出版社. 2006-12-01. ISBN 7501331995.